# Divisió de Saharanpur
La divisió de Saharanpur és una entitat administrativa d'Uttar Pradesh amb capital a Saharanpur. Té una superfície de 7.868 km² i una població de 6.438.813 habitants (al cens del 2001). La divisió de Saharanpur es va formar l'abril de 1997 separada de la divisió de Meerut. Va quedar constituïda pels dos districtes més als nord de la divisió: Districte de Saharanpur i Districte de Muzaffarnagar